# Ohakune Mountain Falls
Die Ohakune Mountain Falls sind ein Wasserfall im Tongariro-Nationalpark im Zentrum der Nordinsel Neuseelands. Er liegt wenige hundert Meter hinter den Mangawhero Falls im Lauf des Mangawhero River am südwestlichen Ausläufer des Mount Ruapehu. Seine Fallhöhe beträgt rund 10 Meter.
Die Ohakune Mountain Road führt unmittelbar am Wasserfall vorbei.